# 미카와토요타역
미카와토요타역(일본어: 三河豊田駅, みかわとよたえき)은 일본 아이치현 도요타시에 있는 아이치 환상 철도선의 역이다. 역 번호는 10이다.
토요타 자동차 본사와 가장 가까운 역으로 아침 시간대는 이 회사의 통근자들로 붐빈다.

## 역사
본 역 개통 이전, 메이테쓰 고로모 선에 동명의 역이 존재했다. 당시 위치는 고로모 정이었다, 시제를 거치고 지자체 이름이 도요타 시로 개명된 것은 22년 만이다.
- 1937년 12월 27일: 미카와 철도 오카자키 선 미카와토요타역 영업 개시.
- 1941년 6월 1일: 미카와 철도가 나고야 철도(메이테쓰)에 흡수 합병으로 당 회사의 역이 됨.
- 1948년 5월 16일: 메이테쓰가 오카자키 선을 고로모 선으로 노선명 변경.
- 1959년 10월 1일: 토요타 자동차 앞역으로 역명 변경.
- 1973년 3월 4일: 메이테쓰 고로모 선 폐지.
- 1976년 4월 26일: 일본국유철도 오카다 선의 미카와토요타역으로 메이테쓰 시대와 똑같은 장소에 영업 개시.
- 1987년 4월 1일: 일본 철도 민영화에 의한 도카이여객철도에 계승됨.
- 1988년 1월 31일: 오카다 선이 아이치 환상 철도로 전환됨.
- 2008년 1월 27일: 신토요타 역까지 복선화 가동 개시, 승강장이 1면 2선화됨.
- 2011년 10월: 화단이 철거되고 자동 판매기가 역사 내에서 이동됨.

## 역 구조
섬식 승강장 1면 2선의 고가역이다. 용지는 2면 4선분이 확보되어 있고 승강장은 8량 편성 정도까지 정차 가능하다. 예전에는 이른 아침과 심야에 무인이 되는 시간이 존재했었으나 이용자의 증가에 따라 현재는 역무원이 종일 배치되고 있다. 고조지 방면은 복선으로 역 북쪽에서 선로가 부자연스럽게 굽어 있다.
개찰구는 개통 시부터 사용되는 곳(자동 개찰기) 외, 토요타 자동차 본사에 출퇴근 수요에 대응하는 2005년도 겨울부터 아침 출근 시간대에 한하여 남쪽 개찰구의 공용이 시작되었다. 남쪽은 출입구 전용이지만, 2008년 3월에 자동 개찰기가 도입되었다.

### 승강장
| 1 | ■ 아이치 환상 철도선 | 나카오카자키・오카자키 방면                  |
| 2 | ■ 아이치 환상 철도선 | 신토요타・고조지・주오 본선 경유 나고야 방면 |

#### 비고
- 당역 ~ 신토요타 역 구간 셔틀 운행은 1번 선에서 회차.

## 역 주변
역 주변으로는 주택이 많고 남쪽에 소규모 상점가가 존재한다.
- 토요타 자동차 본사
  - 본사 공장, 토요타 회관, 기숙사, 사택 등
- 하마 하우스(토요타 자동차 노동 조합 회관)
- 도요타 야마노테 우체국
- 도요타 시립 야마노테 초등학교
- 도요타 시립 오바야시 초등학교
- 도요타 생협 맥 리어 본점
- 국도 제248호선
- 아이치 현도 488호 미카와토요타 정거장 오바야시 선
- 아이치 현도 491호 도요타 환상선

## 인접역
| 아이치 환상 철도 ■ 아이치 환상 철도선 | 아이치 환상 철도 ■ 아이치 환상 철도선 | 아이치 환상 철도 ■ 아이치 환상 철도선 |
| ------------------------------------- | ------------------------------------- | ------------------------------------- |
| 09 스에노하라 오카자키 방면           |                                       | 신우와고로모 11 고조지 방면           |